# Guerras chamorras
Las Guerras Chamorras, también conocida como las Guerras Hispano-Chamorras, se refiere al malestar de finales del siglo XVII entre una parte del Pueblo Chamorro de las Islas Marianas en el océano Pacífico occidental contra el esfuerzo colonial de España. La ira causada por la primera misión permanente a Guam, la cual estuvo dirigida por Diego Luis de San Vitores, y una serie de malentendidos culturales llevó al crecimiento de los disturbios en Guam y un asedio por parte de los chamorros de Hagåtña incitado por el maga'låhi (Jefe) Hurao en 1670. El Maga'låhi Matå'pang asesinó a San Vitores en 1672, resultando en una campaña de represalia española que consistía en quemar pueblos durante 1676. El enfado local por los ataques contra pueblos resultó en otra rebelión dirigida por Agualin y un segundo asedio a Hagåtña. El gobernador Juan Antonio de Salas llevó a cabo una campaña contrainsurgente que exitosamente creó un sistema de colaboración en el que los guameños entregaban a los asesinos y rebeldes y se transfirió a la mayoría de las personas de aproximadamente 180 pueblos a siete ciudades, una política conocida como reducción. Durante el principio de los 1680, Guam sería en gran parte "reducida," o pacificada.
Con Guam bajo control, los españoles buscaron extender su control a las Islas Marianas Del norte. Primero fue Rota, donde las fuerzas españolas dirigidas por José de Quiroga y Losada llevaron a cabo una rápida campaña militar en 1680, seguida por la reducción de la población de Rota a dos ciudades en 1682. Los españoles fueron  bienvenidos en Tinian pero se vieron forzados a llevar a cabo una campaña en Saipán contra la resistencia armada de dicha isla. Después de aplastar exitosamente a los pueblos rebeldes en Saipán, la fuerza dirigida por Quiroga empezó construir un fuerte para consolidar el control en el área. Sin embargo, con la mayoría de los soldados españoles en las islas del norte, en Guam había estallado una rebelión. Yula dirigió un ataque sorpresa a Hagåtña el 13 de julio de 1683, matando al jesuita superior de la misión, severamente hiriendo al gobernador Damián de Esplana, y asesinando a cuatro soldados antes de que fueran repelidos. Una fuerza más grande de chamorros hostiles regresó para empezar el tercer asedio de Hagåtña. Mientras tanto, los guerreros chamorros de Tinian y Saipán habían combinado sus fuerzas para atacar a las tropas dirigidas por Quiroga en Saipán, quién se vio forzado a refugiarse en el fuerte parcialmente construido. Quiroga sería asediado hasta noviembre cuándo fue capaz de huir y navegar a Guam, donde acabó con el asedio de Hagåtña. Los españoles entonces llevaron a cabo una serie de campañas en contra de los pueblos que seguían resistiendose al dominio español en Guam y ejecutando a los insurgentes hasta asegurar de nuevo la paz.
Los españoles no volvieron a intentar controlar las islas del norte hasta 1694, cuando Quiroga capturó Saipán y se enfrentó a una férrea defensa de la población de Tinian, que se había refugiado en Aguiguan . Al ganar la batalla, Quiroga ordenó que la población de Tinian fuera reubicada en Guam. Algunos chamorros desobedecieron esta orden y huyeron a las islas más al norte, debido a esto Tinian se despobló. La etapa final de la guerra fue una expedición militar en 1698 contra las ocho pequeñas islas en el extremo norte de las Marianas . La población allí fue reubicada en Guam en 1699, completando la reducción de las poblaciones rebeldes y la consolidación del control español en las Islas Marianas.

## Antecedentes

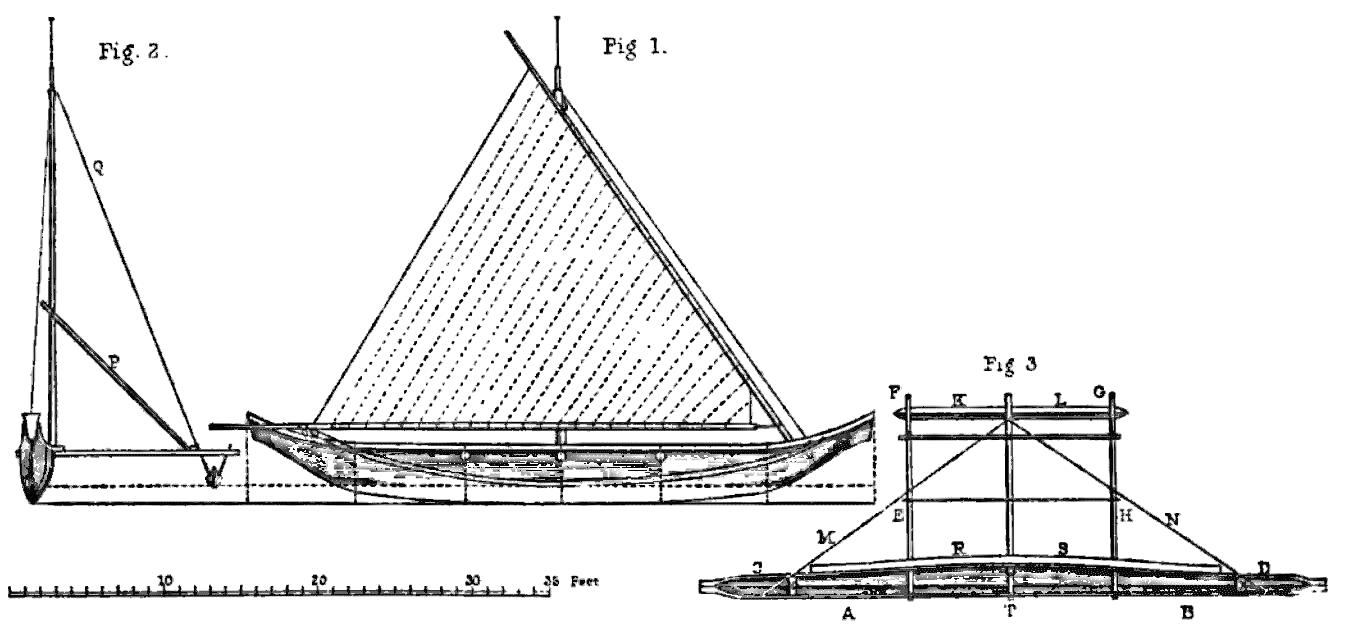
Un diagrama de 1742 de un sakman de 12 metros, un bote de vela rápida utilizado por los chamorros antes del contacto europeo para viajar entre islas

El antiguo pueblo chamorro estaba organizado en extensos grupos familiares matrilineales, estratificados en tres clases jerárquicas. La náutica chamorra y el sakman, impresiono a los primeros españoles que visitaron las Marianas. Una descripción de 1668 informó que había aproximadamente 180 pueblos autónomos en Guam con una población total de entre 35.000 y 50.000. Hay muy poca evidencia arqueológica de guerras entre los antiguos chamorros. Algunas estructuras de piedra estaban ubicadas a lo largo de las cimas de las crestas que permitían detectar fácilmente a los guerreros que se acercaban, no está claro si se colocaron allí para defenderse o simplemente porque estaban a lo largo de los caminos. En cuanto a las armas, los antiguos chamorros utilizaban la honda y, para el cuerpo a cuerpo, las lanzas con puntas endurecidas al fuego o con púas hechas de tibias humanas que a menudo causaban infecciones en los heridos. La armadura consistía en esteras de hojas de palma colocadas en la cabeza y el pecho sobre el cuerpo desnudo. Niños y jóvenes competían en desafíos con la honda y la lanza. Los primeros informes europeos sobre la guerra de los chamorros la describe como muy desorganizada, a pequeña escala y desencadenada por disputas menores, como la tala de árboles. Las batallas generalmente duraban hasta la primera baja, después de lo cual la familia del asesino ofrecía un caparazón de tortuga u otros artículos de valor a la familia del guerrero que murió en batalla para restablecer la paz.

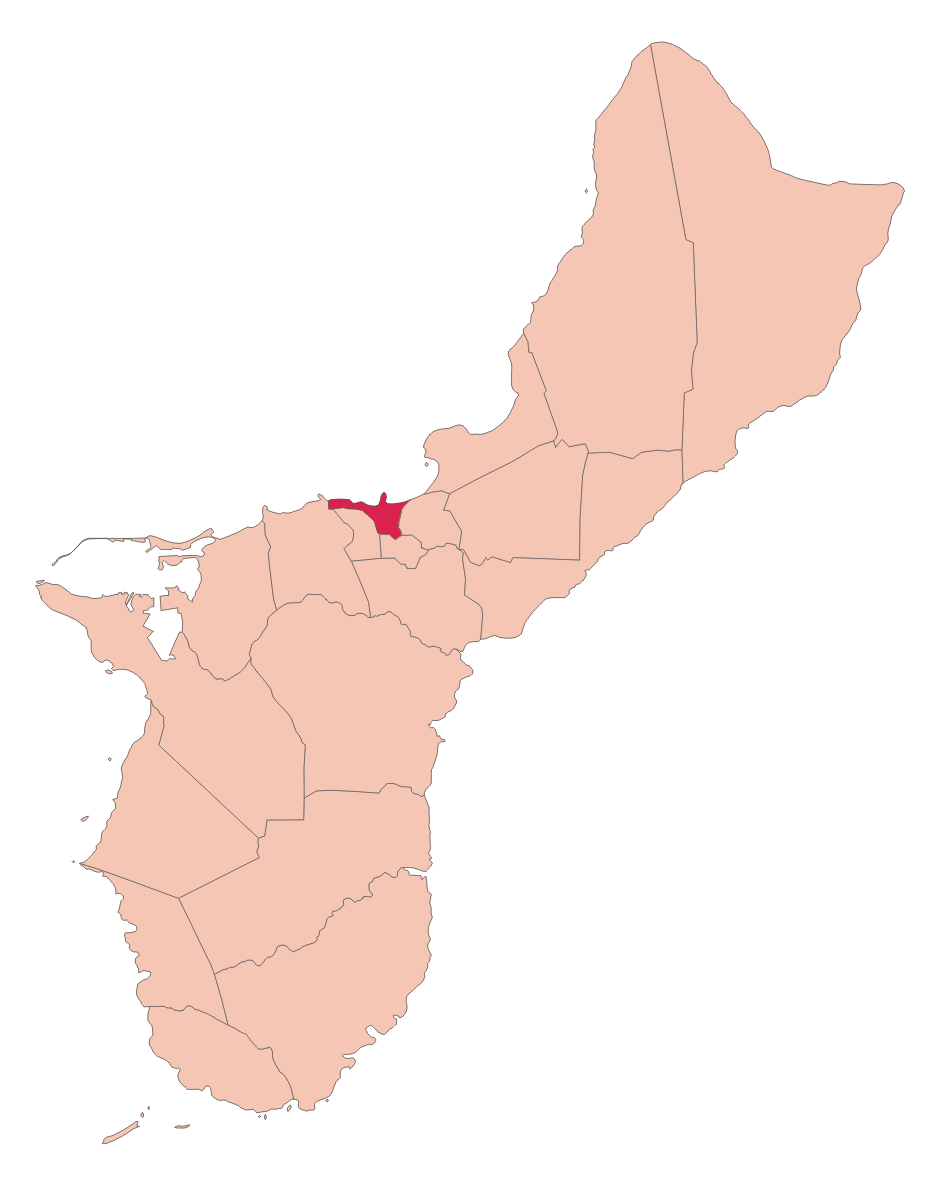
El pueblo de Hagåtña se encuentra a lo largo de la costa central de Guam.

Las Marianas fueron las primeras islas del Pacífico encontradas por Fernando de Magallanes en 1521, aunque no fue hasta 1565 cuando Miguel López de Legazpi declaró formalmente la soberanía española sobre las Islas Marianas. : 3 Tras la visita de Legazpi a Guam, esta isla se convirtió en una parada de aprovisionamiento para el lucrativo comercio de los galeones de Manila entre Acapulco y Manila, que transportaba plata de la Nueva España para intercambiarla por seda y porcelana de China . Sin embargo, Guam era una parte menor del vasto y poderoso Imperio español y pocos galeones llegaban a parar en el puerto, ya que la mayoría se comformaba con enrollar sus velas en alta mar el tiempo suficiente para comerciar por agua y comida con los chamorros que salían de la isla en sus sakman .
No se estableció una presencia española permanente en Guam hasta el 15 de junio de 1668, cuando el padre Diego Luis de San Vitores desembarcó en el pueblo de Hagåtña, a cargo de una fuerza de 31 hombres y cinco misioneros jesuitas. Pocos miembros de la tropa española eran hábiles con las armas de fuego que trajeron, esto fue debido a que San Vitores había quedado impresionado por la amabilidad y la paz de los chamorros en una visita anterior. El argumentó que traer soldados experimentados crearía más conflicto: "La experiencia ha demostrado que los soldados no se contentan con defender a los predicadores sino que cometen estragos". : 9 A la llegada de los jesuitas, los caciques locales compitieron por hacer que la misión llegara a sus pueblos. El jefe Kepuha de Hagåtña organizó un banquete al día siguiente en la que los españoles entregaron aros de hierro a todos los jefes locales a cambio de comida. Los misioneros bautizaron a 23 guameños, en su mayoría niños pequeños. : 10  La misión estableció su sede en Hagåtña, que constaba de una agrupación de estructuras, incluyendo el precursor de la Catedral Basílica Dulce Nombre de María . San Vitores se negó a permitir una empalizada o algún otro tipo de fortificación, por ser contraria al evangelio de paz de la misión. : 15  En enero de 1669, se creó la primera iglesia de piedra y cal en Hagåtña, seguida de la apertura de una escuela primaria para niños, la primera institución formal de educación que se estableció en el Pacífico. : 17-18 
A los pocos días de llegar, se produjo el primer enfrentamiento cuando un chamorro que empuñaba una lanza amenazó a un ayudante de la misión mexicano que intentaba destruir un santuario de calaveras ancestrales, por orden de los sacerdotes. Si bien los españoles no se molestaron en registrar las creencias religiosas de los chamorros, los académicos asumen que su sistema de creencias era similar al de otros isleños, ya que se basaba en gran medida en brindar ofrendas a un espíritu ancestral protector para obtener su ayuda. Los chamorros ocasionalmente consultaban a un makana, quienes se creía que eran los intermediarios con los espíritus guardianes. Además de destruir los santuarios de calaveras, los objetivos religiosos de los españoles socavaron explícitamente la autoridad de los makanas , a quienes los españoles llamaban "hechiceros". : 24-25 

## "Agua envenenada"

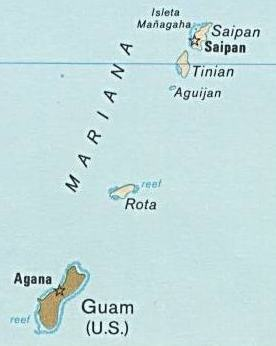
Las islas del sur del archipiélago de las Islas Marianas. La distancia entre Guam y Saipán es de aproximadamente 218 kilómetros

El primer acto de violencia contra la misión fue un ataque en agosto de 1668 contra el misionero y Padre Morales en Tinian, quien fue emboscado y herido en la pierna cuando iba a bautizar a una persona a punto de morir. Cinco días después, dos de los hombres que acompañaban al Padre Morales fueron asesinados cuando los chamorros que los transportaban en sakmans fueron atacados repentinamente con machetes. En Guam, el Padre Luis de Medina fue brutalmente apalizado cuando visitaba uno de los pueblos remotos de Guam. : 19  Los misioneros descubrieron que aldeas distantes en Guam que les habían dado la bienvenida anteriormente estaban ocultando caminos con maleza, negándose a darles la tradicional comida de bienvenida de fruta y pan y reuniéndose con ellos armados. : 20 
Los españoles culparon de las hostilidades a los rumores difundidos por un náufrago chino llamado Choco que decía que el agua que los misioneros estaban usando para el bautismo estaba envenenada. Esta historia parecía plausible para aquellas aldeas cuyo único contacto con los misioneros eran los bautismos realizados en los enfermos de gravedad y recién nacidos, quienes experimentan una alta mortalidad. Los relatos españoles contemporáneos afirman que los chamorros en áreas que interactuaban regularmente con los misioneros, como Hagåtña, no parecían dar crédito a estas historias. : 19 
Estos casos de violencia hizcieron que San Vitores se planteara su oposición a la fuerza armada. Envió una carta a las Filipinas pidiendo 200 hombres más, esta vez equipados con armas, así como que los galeones de Manila que pasaran por allí estuvieran preparados "para llevar a cabo castigos y remediar las desgracias que pudieran ocurrir". : 21  A finales de 1669, San Vitores condujo a una docena de miembros armados de su misión, así como a algunos chamorros conversos, a Tinian intentando detener una guerra entre dos pueblos que amenazaba con desestabilizar los esfuerzos de los misioneros allí. Cuando uno de los grupos en guerra atacó por sorpresa al grupo de la misión, tres de los atacantes fueron asesinados por una pequeña pieza de artillería. Por primera vez, la fuerza española mató directamente a Chamorros. : 22 
A principios de 1670, el Padre Medina y su catequista Hipólito de la Cruz fueron asesinados por un grupo de jóvenes en Saipán cuando se estaban preparando para bautizar a un niño enfermo. Después, en julio de 1671, un ayudante mexicano de una misión en Hagatña fue asesinado cuando salía del pueblo a cortar madera para hacer cruces. Los españoles arrestaron a presuntos asesinos, matando accidentalmente a un noble chamorro. Si bien los españoles tenían la intención de celebrar un juicio justo, los chamorros no entendieron el concepto. Un historiador escribe: "los bárbaros estaban tan ofendidos por la justicia, a la que eran extraños, que se comportaron como si prefirieran ser asesinados sin juicio antes que ser arrestados y examinados". : 24 

## Primer asedio de Hagatña (1670)
La indignación por el juicio combinada con la ira por los intentos españoles de destruir los santuarios ancestrales y socavar a los makanas llevaron a los residentes de Hagatña a comenzar una resistencia. Hurao, un residente de casta alta de Hagatña, comenzó a incitar a los residentes a rebelarse. : 25  En respuesta a esta amenaza, los españoles finalmente erigieron una empalizada de madera con dos torres. Pronto se tuvieron que enfrentaron a unos 2000 hombres chamorros, aunque los españoles capturaron rápidamente a Hurao. Mientras que el jefe militar de la misión, Juan de Santa Cruz, prefería atacar, San Vitores insistió en tratar de apaciguar a los atacantes regalandoles comida y caparazones de tortuga. Los chamorros sitiadores se comportaron en gran medida según las normas rituales de la guerra en las Marianas, caracterizada por posturas ceremoniales, demostraciones de destreza física y la evasion de una batalla total que pudiera resultar en muchas bajas. Después de un mes, un fuerte tifón puso fin al asedio y causó más bajas que la batalla. Durante todo el transcurso del sitio, los chamorros perdieron cinco hombres. Comparado con las ocho muertes de chamorros por la guerra registradas por los españoles en los tres años anteriores, indica que el asedio fue anormalmente sangriento según los estándares de la guerra tradicional chamorra. : 26 
En los cinco meses posteriores al fin del asedio, San Vitores solicitó más tropas y aumento los esfuerzos misioneros hacia las islas del norte. San Vitores parecía creer que la mera presencia de soldados adicionales aseguraría la paz. Los españoles no hicieron ningún esfuerzo por castigar o detener a los responsables de los ataques a los misioneros o el asedio de Hagatña. : 27  Liberado de prisión, Hurao comenzó a viajar entre pueblos para fomentar la oposición a los colonos. : 29 

## La muerte de San Vitores (1672)

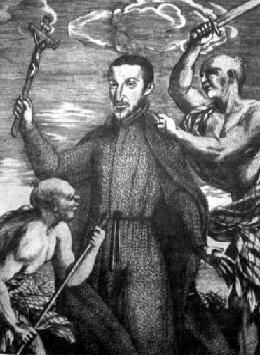
Una representación de 1686 del asesinato de Diego Luis de San Vitores por Matå'pang (a la derecha) y Hurao (a la izquierda)

En marzo de 1672, un joven miembro mexicano de la misión, Diego Bazán, fue asesinado en Chochogo, un pueblo del interior que era un centro de resistencia antiespañola. Al día siguiente, dos catequistas filipinos y su escolta de soldados españoles también fueron emboscados y asesinados en Chocogo. Unos días después, San Vitores, que había estado en el pueblo sureño de Nisichan supervisando la construcción de la iglesia, intento volver a Hagåtña. En el camino, él y su catequista filipino Pedro Calungsod se detuvieron en el pueblo de Tumon para buscar a un ayudante de la misión que había huido al enterarse de la creciente violencia. En Tumon, San Vitores conoció a Matå'pang, un anciano local a quien San Vitores había convertido después de curarlo de una grave enfermedad, pero que desde entonces se había alejado de los españoles. Enfurecido por la oferta de San Vitores de bautizar a su hija, Matå'pang dijo que sería mejor que San Vitores bautizara al cráneo ancestral en la casa y dejara de matar niños y que si no se marchaba de inmediato, lo mataría. Cuando Matå'pang se fue a buscar armas y más hombres, San Vitores entró en la casa y comenzó el bautizo a la niña. San Vitores y Calungsod fueron pillados por el enfurecido Matå'pang y su compañero, : 29-30  que según la leyenda, era Hurao.[cita requerida] Calungsod fue asesinado primero, seguido poco después por San Vitores, cuyo cráneo fue partido por una espada y su corazón acabó perforado por una lanza.: 30 
Como respuesta, los españoles lanzaron un ataque punitivo contra Tumon, quemando varias casas y sakmans . Sin embargo, la columna española fue atacada por ambos flancos mientras caminaba por las aguas de la bahía de Tumon, perdiendo tres soldados por las lanzas envenenadas. Se reportaron dos muertos chamorros. Un mes después, Hurao fue capturado y ejecutado por uno de los soldados españoles. : 30-31 
El padre Francisco Solano, el jesuita que se convirtió en jefe de la misión tras la muerte de San Vitores, continuó con las políticas conciliadoras, consciente de la debilidad de la misión. De los 31 ayudantes originales de la misión, solo quedaban 21 y solo había 13 mosquetes. A Solano le preocupaba que si los chamorros hostiles se daban cuenta de la inexactitud de los mosquetes, aplastarían a la misión. Prohibió al personal de la misión visitar el norte de Guam, que se había vuelto peligrosamente hostil, e incluso existía la preocupación de perder la influencia que tenían en los pueblos del sur de la isla. Un mes después, dos filipinos más fueron asesinados en Rota, la isla al norte de Guam. Entonces, Solano sucumbió a la tuberculosis, sólo dos meses después de la muerte de San Vitores. : 31 

## Represalias españolas (1674-1676)

Mapa topográfico de Guam, que se caracteriza por tener colinas volcánicas en el sur y una meseta de piedra caliza en el norte

Después del tumultuoso 1672, 1673 fue tranquilo. Sin embargo, en febrero de 1674, el Padre Francisco Ezquerra y cinco de sus seis compañeros fueron asesinados mientras caminaban de Umatac a Fuuna, un pueblo cerca de Punta Orote . Las fuerzas españolas aumentaron en junio de 1674, cuando el galeón de Manila que visitaba la isla dejó atrás a Damián de Esplana, un militar formado con 23 años de servicio militar en el Chile colonial, que originalmente se dirigía a Filipinas. Esplana se puso inmediatamente a cargo de la guarnición de 21 milicianos. : 33 
A diferencia de los superiores jesuitas anteriores a él, Esplana creía que "por el bien de la comunidad cristiana era necesario dar un ejemplo de castigo que advirtiera a los bárbaros". Como primer ejemplo, Esplana amenazó al pueblo de Chochogo, centro de resistencia antiespañola, a menos que permitiera el libre acceso al personal de la misión. Los chamorros se negaron y Esplana ordenó un ataque nocturno con órdenes de matar a cualquier hombre que se resistiera. Los españoles reportaron que varios hombres murieron, así como una mujer en la confusión nocturna. Dos semanas después, los españoles atacaron Chochogo, quemaron sus casas, destruyeron muchas lanzas y mataron a dos chamorros. En noviembre de 1674, Esplana dirigió una expedición a Tumon, donde los aldeanos se negaban a participar en ningún programa cristiano. Al encontrar la aldea desierta, alcanzó a un sakman que huía y mató a un hombre que había matado a un asistente de misión un par de años antes. Ordenó desmembrar al hombre muerto y colgarlo entre dos postes como advertencia a otros chamorros que se resistían.
En enero de 1675, Esplana atacó el norte de Guam, quemando los pueblos rebeldes de Sidia y Ati. Un historiador afirma además que Esplana "arrojó por una fuerte pendiente a varios indígenas que intentaron impedir su paso". Esplana se unió a las fuerzas aliadas del cacique Antonio Ayhi para destruir Sagua, cuyos pobladores habían asesinado previamente a uno de los jesuitas. Esplana siguió hacia el sur, quemando los pueblos de Nagan e Hinca, que se habían visto implicados en la muerte de otro jesuita. Los chamorros intentaron tender una emboscada a los españoles cuando se acercaban a Tachuch, cerca de Merizo, pero Esplana mató a un chamorro y luego capturó y ejecutó al jefe de Tachuch como advertencia a otros que pudieran resistir. Los jesuitas estaban llenos de elogios hacía su nuevo comandante militar, quien era visto como el salvador de la misión. Además de un nuevo comandante, 20 tropas españolas adicionales llegaron a Guam en 1675.
En diciembre de 1675, un jesuita y dos ayudantes de la misión fueron asesinados en Ritidian después de regañar a un grupo de jóvenes que intentaban entrar al dormitorio de las niñas. El grupo de jóvenes en Ritidian procedió a quemar todos los edificios de la misión en el pueblo, aunque el registro español afirma que los aldeanos mayores desaprobaron las acciones pero no pudieron detenerlas. Al mes siguiente, un jesuita fue asesinado en Upi por un hombre chamorro que lo acusó de estafarlo en un intercambio. En respuesta, los aldeanos de la cercana Tarragui, cercanos al jesuita asesinado, enviaron una fuerza armada para desafiar a Upi a la batalla. Sin oposición, la fuerza de Tarragui quemó la casa del asesino y recuperó el cuerpo del sacerdote para enterrarlo. Ambos eventos en el norte de Guam involucraron insultos o desacuerdos personales, con un desacuerdo registrado entre los mismos chamorros.
En junio de 1676, Francisco de Irrisari llegó a Guam y se convirtió en la primera persona en asumir el título de Gobernador de las Islas Marianas, reemplazando tanto a Esplana como comandante militar, como a la misión para asuntos civiles al formalizar su autoridad completa. También llegó con catorce soldados adicionales, elevando la guarnición a más de 50 hombres. Irrisari continuó con las tácticas de Esplana, marchando sobre Talisay, un pueblo tierra adentro de Agat, y realizando un ataque diurno que mató a cinco personas. Unas semanas más tarde, la guarnición tuvo que sofocar una revuelta en Orote que fue provocado cuando una chamorra que asistía a una escuela de la misión se convirtió al cristianismo y se casó con uno de los milicianos españoles en contra de los deseos de su padre. Irrisari ahorcó al padre de la niña como castigo por la incitación y llevó a la nueva pareja de regreso a Hagatña por seguridad.

## Segundo asedio de Hagatña (1676-1677)

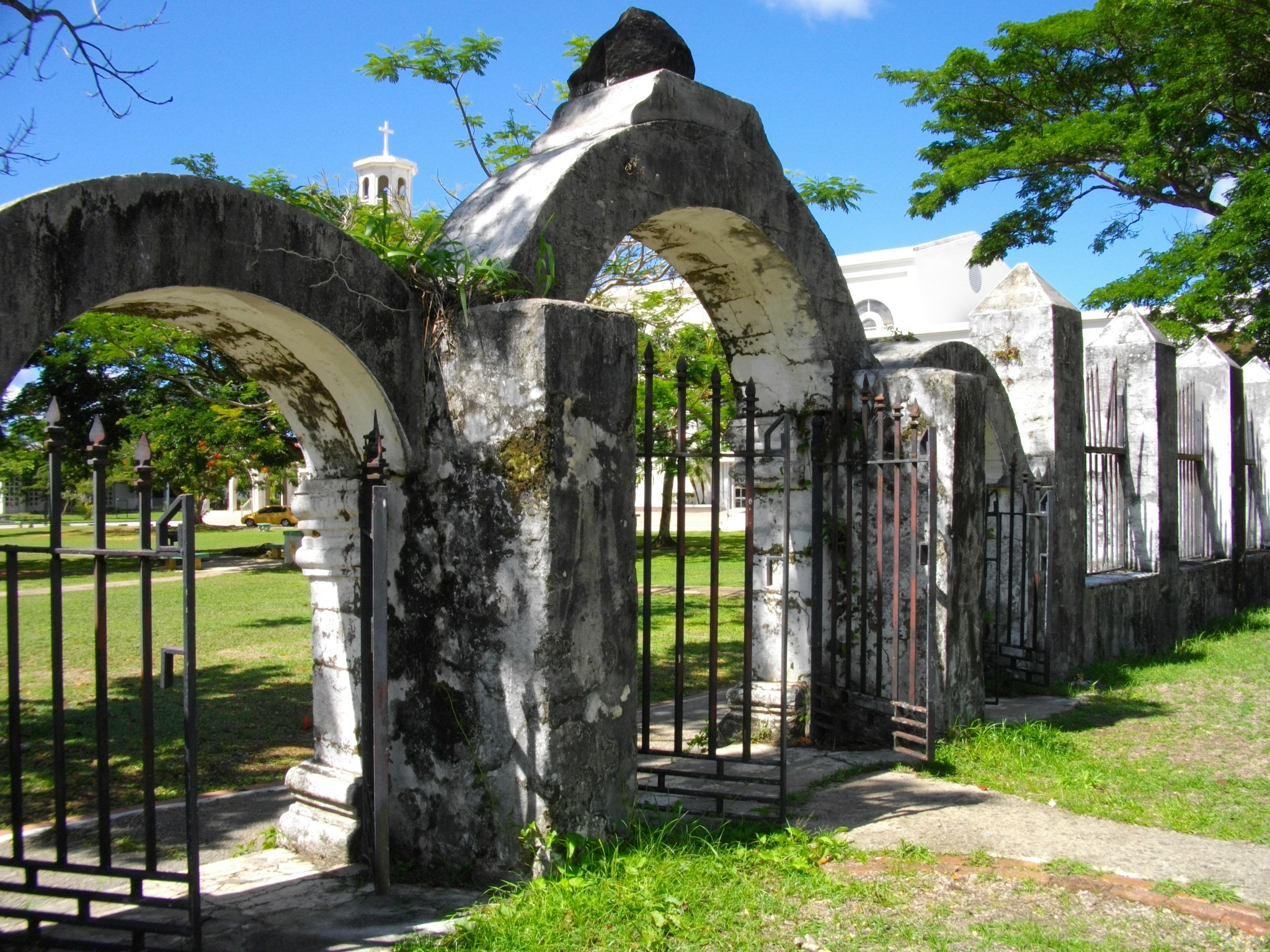
Las ruinas de la Plaza de España en Hagåtña, cuyo precursor fue el presidio que protegía la capilla de San Vitores y los edificios de la misión.

En ese momento, los ataques españoles contra los pueblos se habían convertido en la principal causa de queja entre los chamorros antiespañoles. A finales del verano de 1676, Agualin, un chamorro ciego de casta alta de Hagåtña, comenzó a viajar por Guam para fomentar la resistencia, como Hurao cinco años antes que él. Además de las viejas historias de matar niños, Agualín dijo que los españoles estaban volviendo a los niños contra los que resistían a los españoles y, por su oposición a las casas de soltero, estaban "privando a los padres del buen precio que habrían recibido por los servicios de sus hijas en estas casas, en vez de eso, buscan casar a las niñas con sus propios ayudantes o soldados de la misión.” Agualín también afirmó que la misión exigía a los chamorros a asistir a los servicios religiosos cuando preferirían estar trabajando, preguntando: "¿Qué muerte es peor que la vida que estamos obligados a vivir?"
Por esta época, Antonio Ayhi se hizo conocido como el más pro-español de los caciques. Ayhi aseguró la lealtad de su pueblo, mientras intentaba prohibir el paso de los chamorros antiespañoles. Otros jefes proespañoles incluyeron a Ignacio Hineti de Sinajana y Alonso So'on de Agat, quienes dirigieron batallones en apoyo de los ataques españoles a pueblos hostiles. En ese momento, al menos cuatro pueblos de Guam tenían escuelas misioneras, cuyos estudiantes a menudo eran ferozmente leales a los españoles. La milicia también había comenzado a casarse con mujeres chamorras, aumentando aún más el número de chamorras con vínculos personales con la misión.
A finales de agosto de 1676, los chamorros antiespañoles incendiaron la iglesia y los barrios de la misión en Ayra'an. Una fuerza dirigida por Irrisari respondió dejando a ocho soldados para proteger a los misioneros en Orote antes de regresar a Hagåtña. Una semana después, cuando el pastor de Orote y los soldados que le protegían se dirigían hacia Hagåtña, fueron atacados por una gran cantidad de hombres armados. De repente, apareció un lugareño llamado Cheref y se ofreció a llevar a los españoles a un lugar seguro en su sakman. Después de que los españoles llevaran al sakman bastante lejos de la costa, Cheref y sus hombres volcaron el bote y atacaron a los españoles con lanzas y garrotes. Este incidente generaría incertidumbre sobre en quién de los chamorros se podía confiar.
En respuesta, los españoles reforzaron los muros de Hagåtña, construyeron nuevas estaciones de vigilancia y cambiaron el diseño de los edificios para mejorar la seguridad. Antonio Ayhi llegó con una fuerza para ayudar en la defensa, pero los españoles le aconsejaron que se fuera por temor a las repercusiones que podía sufrir su pueblo. A mediados de octubre de 1676, Agualín condujo una fuerza de 1.500 hombres a Hagatña, que era defendida por 40 soldados españoles equipados con 18 mosquetes. El asedio siguió en gran medida las formas del primer asedio: los chamorros se alinearon ritualmente fuera del alcance de los mosquetes para burlarse de su enemigo. Los españoles salían periódicamente, matando a uno o dos chamorros antes de que la fuerza sitiadora huyera a las colinas, solo para regresar y restablecer el sitio. Los chamorros destruyeron un campo de maíz que alimentaba a la misión, pero los españoles lograron cultivar suficientes cultivos dentro de la empalizada para sobrevivir. Los defensores se defendieron fácilmente de los tibios intentos de asaltar el presidio, hasta enero de 1677, cuando la fuerza sitiadora chamorra se disolvió y se fue. Agualín eludió a los españoles hasta 1679, cuando fue reconocido mientras desembarcaba un sakman y lo mataron.  Durante el asedio, Antonio Ayhi y otros líderes proespañoles intentaron llevar comida a la misión sitiada.

## Represión española (1678)
En junio de 1678 llegó el nuevo gobernador, Juan Antonio de Salas, con treinta soldados más, e inmediatamente reinició la represión violentacontra los pueblos que se resistían a los españoles. Salas asaltó los pueblos de Apoto y Tupalao, los quemó hasta los cimientos, mató a dos hombres y se llevó a dos niños para inscribirlos en la escuela de la misión en Hagåtña. La fuerza española encontró resistencia en Fuuna, matando a un número no registrado de hombres antes de incendiar sus casas. Salas continuó hacia Orote y Sumay, ambos focos de resistencia antiespañola, incendiándolos antes de continuar hacia Talofofo y Picpuc.
En su campaña, los españoles informaron al populacho que los chamorros debían entregar a cualquier asesino o rebelde y que cualquiera que protegiera a un asesino o rebelde sería ahorcado. Si no se obedecían estas reglas, el pueblo del incumplidor sería castigado colectivamente. El cumplimiento de estas nuevas reglas sería recompensada con un reconocimiento, títulos especiales y una insignia de autoridad, lo cual era muy atractivo para los chamorros ya que su cultura tradicional usaba indicadores de estatus similares. A menudo, los españoles designaban a alguien como capitán de la policía de un pueblo, dándoles un bastón de madera, y animaban al nuevo capitán a nombrar cabos a hombres en los que confiaba, creando una fuerza policial que reflejaba la estructura militar española. Se esperaba entonces que las fuerzas policiales de estas aldeas ayudaran a reprimir las revueltas en otras aldeas. Los jesuitas registraron que los chamorros aceptaron de buena gana las reglas porque unos esperaban "congraciarse con los españoles, otros lograr el perdón de sus crímenes, y todos esperando una recompensa".
Estos nuevos incentivos pronto resultaron en la entrega de docenas de criminales buscados, a veces matándolos y entregando sus cabezas como prueba. En enero de 1679, Ignacio Hinete mató en Tarragui a tres personas que habían estado involucradas en disturbios anteriores. Hinete notificó a Salas que enviara a alguien a recoger las cabezas para que pudieran ser empaladas en la pared de la sede de la misión como advertencia para los demás chamorros. La gente de los pueblos de los alrededores de Guam presentó las cabezas de los que habían asesinado a los sacerdotes, o los entregaron para que los españoles los ejecutaran públicamente. En abril de 1680, la gente de Rota envió el cuerpo de Matå'pang, donde se había estado escondiendo, con la esperanza de evitar el castigo español. La resistencia chamorra se rompió en gran medida y sus restos se ocultaron profundamente.

## La pacificación de Guam (1680-1681)
En junio de 1680, un jesuita escribió que Guam había estado "tranquila durante más de un año", pero que los sacerdotes necesitaban escoltas armadas para su seguridad y para garantizar el cumplimiento: "La misión depende tanto de las armas que sin ellas no se puede hacer nada, porque la gente local presta poca atención a los Padres cuando están solos. La gente aquí solo responde al miedo". A finales de 1679, dos sacerdotes acompañados por 40 soldados españoles y 40 aliados chamorros armados salieron de Hagåtña para viajar a aldeas que no habían visto un visitante español desde las hostilidades de 1676. Dondequiera que iban, los españoles quemaban las casas de los jóvenes, destruían los cráneos de los antepasados y las lanzas, bautizaban a los niños y seleccionaban a los niños para que asistieran a la escuela de la misión en Hagåtña. Muchas aldeas fueron abandonadas por los residentes que temían que la columna estuviera infligiendo más represalias, pero en la mayoría de los casos fueron atraídos de vuelta por promesas de seguridad. Los españoles fueron recibidos en ciudades como Tarragui y Ritidian. Algunos pueblos, como Hanum, se negaron a someterse y los españoles quemaron algunas casas en represalia. 
Los jesuitas se alegraron del cambio de actitud pro-español y pro-cristiano. En Orote, el cuerpo de un hombre ahorcado por insurrección fue arrastrado por niños pequeños que apedrearon el cadáver mientras gritaban: "Muérete, perro, muérete. Te negaste a ser cristiano". La mayoría de los habitantes de la isla asistían a la iglesia y traían regularmente niños para el bautismo y cuerpos para el entierro, lo que había sido una fuente importante de tensión en 1670. La iglesia de Hagåtña se trasladó fuera de los muros del presidio y se construyó para dar cabida a 1.000 feligreses. Además, los españoles habían logrado en gran medida consolidar la población. Los residentes de siete aldeas rurales cerca de Hagåtña fueron convencidos de establecerse a un par de millas de la guarnición, creando los barrios de Sinajana, Anigua y Santa Cruz (ahora parte de Hagåtña Oriental). Todo el centro de la ciudad estaba encerrado en una muralla, primero de madera pero reconstruida con piedra, con dos puertas que daban al mar y colinas interiores. Fuera de Hagåtña, la política española de reducción concentró a los chamorros en seis pueblos de unos 1.000 habitantes cada uno: Pago, Agat, Inarajan, Umatac, Inapsan y Mapupun. Cada uno de estos pueblos tenía una iglesia y se construían en filas ordenadas bajo la dirección española. Aun así, los españoles quemaron casas en las afueras de estas aldeas para desalentar el asentamiento no autorizado, creando así el sistema de lanchu que se convirtió en típico de la sociedad chamorra, en la que la gente vivía en pueblos pero trabajaba en ranchos remotos. La concentración de la población en asentamientos más grandes parece haber acelerado la propagación de enfermedades foráneas mortales, con 917 muertes registradas entre 1680 y 1683 en Guam y Rota, en comparación con una veintena de muertes chamorras por hostilidades en el mismo período. 
Salas partió inesperadamente en 1680, dejando a José de Quiroga y Losada, un oficial militar subalterno, al mando de la isla.  Afortunadamente, pasó un año sin muchos incidentes y Antonio de Saravia llegó en junio de 1681. A diferencia de sus predecesores, el nombramiento de Saravia como gobernador fue hecho por el rey de España, por lo que Guam ya no estaba subordinada al gobierno de Filipinas o México. Como primer gobernador oficial, Saravia nombró a Antonio Ayhi como teniente gobernador de la colonia y le dio el título de maestre de campo, aproximadamente el equivalente a un coronel. Ayhi convenció entonces a los otros jefes de las principales aldeas para que prestaran los juramentos de lealtad prestados por Saravia el 8 de septiembre de 1681. Estos jefes fueron designados para representar al gobernador en las regiones de la isla, y posteriormente se les asignó la tarea de ser alcaldes y otros funcionarios de la administración española. Saravia construyó nuevos caminos, enseñó nuevos oficios e introdujo nuevos ganados, como pollos y ganado. 
Un problema importante de los españoles era la conducta de la guarnición. Desde la llegada de Esplana, los soldados habían comenzado a operar independientemente de los jesuitas. Mientras tanto, los nuevos reclutas a menudo no estaban bien entrenados y, en el peor de los casos, eran delincuentes a los que se les había dado a elegir entre el servicio militar en Guam o una prisión en Filipinas. Si bien la guarnición se había expandido a 115 en 1680, solo había pago para 40 soldados, lo que significaba que cada soldado ganaba un tercio de su salario esperado. Esto resultó en baja moral, intentos de encontrar dinero por cualquier medio posible e indisciplina general. Si bien los jesuitas habían estado agradecidos por los soldados adicionales en las primeras hostilidades, se horrorizaron cada vez más por el comportamiento de los soldados. En 1680, los soldados habían pasado de seducir a las niñas en la escuela de la misión a violar a las mujeres del pueblo. Un jesuita escribió en 1680: "Los robos que tienen los soldados llevadas a cabo entre los indios, y las demás extorsiones, han sido interminables". La ira de los chamorros por las depredaciones de la guarnición no hizo más que crecer con el paso de los años

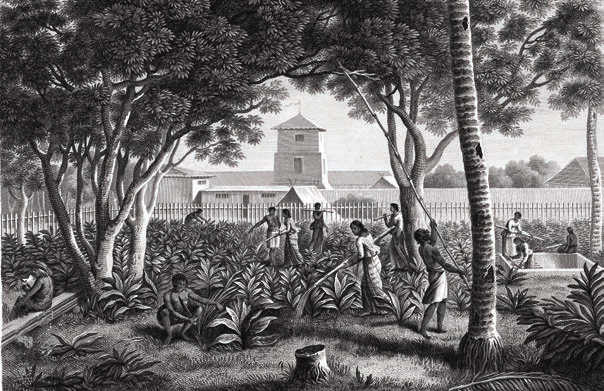
Mujeres cuidando jardines fuera del centro de gobierno en Hagåtña, siglo XIX

## La pacificación de Rota (1680-1682)
Con Guam pacificada, los españoles centraron su atención en el control de las islas del norte. A finales de 1680, Quiroga condujo una fuerza a Rota. Capturó a varios líderes rebeldes, que luego fueron ejecutados, y envió a su país hasta 150 refugiados de Guam que habían huido de los disturbios. En abril de 1681, los rebeldes de Inapsan, que habían incendiado su iglesia y rectoría, huyeron a Rota. Fueron seguidos por Quiroga quien, con ayuda local, expulsó a los rebeldes hacia las colinas hasta que la mayoría de ellos se rindieron. 
Los españoles procedieron entonces a la reducción de Rota, siguiendo el modelo de la ya completada en Guam. En marzo de 1682, se construyó una iglesia y una rectoría en Sosa (actual Songsong), y luego una segunda ciudad en Agusan. La población se concentró entonces en gran medida en estas dos ciudades. Sin embargo, todavía había resistencia. Una lanza fue arrojada a la puerta de la rectoría de Sosa, mientras que la iglesia de Agusan fue incendiada dos veces durante el año. Sin embargo, el sacerdote de Agusan se mostró confiado en su victoria: "Los muertos reciben cristiana sepultura y los enfermos son llevados a la iglesia para recibir los sacramentos sobre los hombros de los familiares". 

Con Rota firmemente bajo su control, los españoles miraron más al norte. A principios de 1682, el superior de la misión, el P. Manuel Solórzano, llevó una escolta militar en un viaje hacia el norte. En Tinian y Aguigan, Solórzano bautizó a 300 niños. Sin embargo, su grupo estuvo a punto de ser emboscado en Saipán y logró poco en la isla antes de verse obligado a regresar a Guam debido a los vientos desfavorables. Dos veces en 1683, Saravia trató de dirigir las misiones jesuitas hacia el norte, pero los dos barcos utilizados por los españoles no pudieron hacer frente al mal tiempo. 

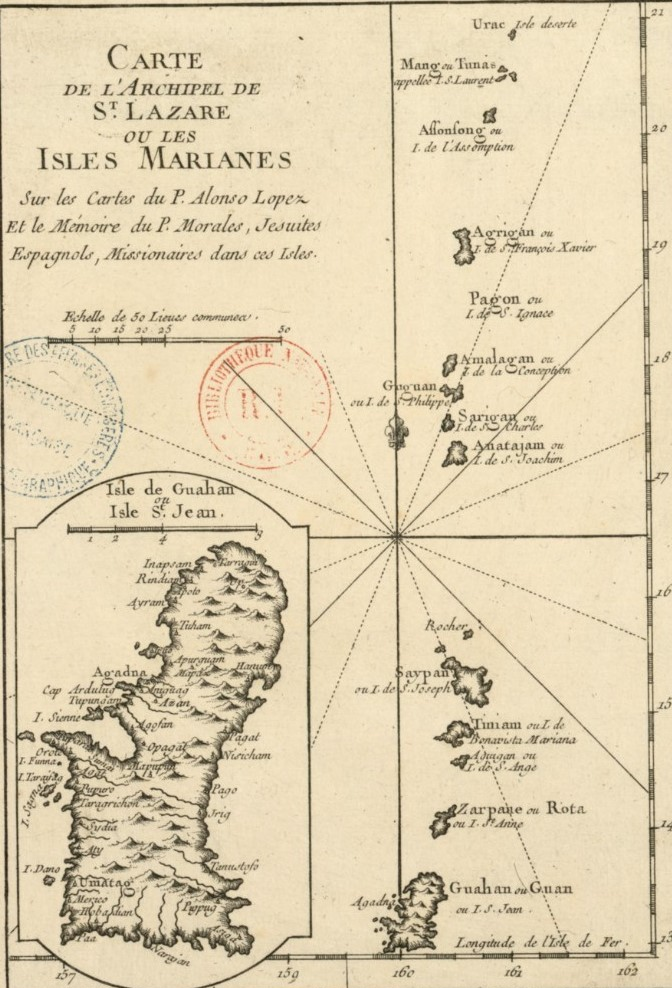
Mapa de 1764 de las Islas Marianas

## Última resistencia a gran escala (1683)
Cuando el gobernador Saravia murió en noviembre de 1683, Damián de Esplana, que había regresado a Guam sólo unos meses antes, presentó órdenes selladas nombrándolo el próximo gobernador. Esplana ordenó inmediatamente a Quiroga que conquistara Tinian y Saipán. En marzo de 1684, la fuerza de Quiroga de 76 soldados españoles y al menos otros tantos aliados chamorros abandonaron Hagåtña. Fueron recibidos en Tinian, pero encontraron una fuerte resistencia en Saipán. Decenas de sakmans impidieron un aterrizaje fácil. Uno o dos guerreros saipeños y un soldado español fueron asesinados antes de obligar a los chamorros locales a huir tierra adentro. Empujando hacia el norte, los españoles quemaron la minoría de pueblos que aún resistían. Un jesuita escribe que un opositor "fue cortado con un hacha y su cuerpo colgado del pie de un árbol para inspirar miedo". Luego, la fuerza cruzó la isla y avanzó hacia el sur. Sólo la aldea de Araiao opuso una resistencia significativa, pero sus guerreros pronto fueron derrotados y los españoles reclamaron la cabeza de uno de los líderes. Terminada la campaña, Quiroga envió 25 soldados para forzar la sumisión de las islas escasamente pobladas más al norte, mientras comenzaba a construir un fuerte en Saipán. 
Sin embargo, la reducida guarnición de Hagåtña tentó a los rebeldes que aún estaban en Guam. El jefe Yula (Yura) de Apurguan, cerca de Tamuning, reunió a otros resistentes, comenzando en Ritidian y Pago. La noticia de la rebelión se difundió rápidamente. Por casualidad, la mayoría de los sacerdotes de la aldea se dirigían a Hagåtña para una reunión y evitaron ser atrapados en el levantamiento. La excepción fue el sacerdote de Ritidian, que fue asesinado por orden de un jefe que estaba enojado porque el sacerdote había insistido en que su hija se casara por la iglesia. Sin embargo, muchos chamorros de Guam se pusieron del lado de los españoles. Los rebeldes trataron de convencer a Ignacio Hineti para que se uniera a ellos, pero él se negó. Los muchachos que asistían a la escuela misionera a menudo se ponían del lado de los sacerdotes y de la guarnición. 
El 13 de julio de 1683, Yula y otras 40 personas ocultaron armas mientras se infiltraban en el presidio mientras fingían asistir a misa. Mataron a los guardias, dieron por muerto a Esplana herido y mataron a dos sacerdotes jesuitas. Los atacantes apuñalaron repetidamente al padre Solórzano, el superior de la misión, y le cortaron la mano antes de que un ayudante de la misión chamorro que se puso del lado de Yula cortara la garganta del sacerdote con un cuchillo. Los estudiantes internos de la escuela de la misión mataron a un atacante con cuchillos. En total, cuatro soldados españoles murieron y 17 resultaron gravemente heridos, pero lograron matar a Yula y ahuyentar a los rebeldes. 
Una fuerza aún mayor de rebeldes regresó unos días más tarde para intentar tomar el presidio, pero se encontraron con defensores reforzados por Ignacio Hineti y sus aliados chamorros. Hineti mató al nuevo líder de la rebelión, colocando su cabeza en un poste. Sin embargo, los atacantes lograron quemar la iglesia y la rectoría y amenazaron con invadir las paredes. Los jesuitas se armaron para defender la empalizada, obligando finalmente a los atacantes a retirarse por sakman, donde incitaron a los chamorros tanto en Guam como en las islas del norte a unirse a la rebelión. Los dos jesuitas con base en Rota fueron asesinados, uno cuando desembarcó en Tinian mientras intentaba advertir a Quiroga de la sublevación y el otro en Rota de los rebeldes que habían zarpado de Tinian. 
En Saipán, Quiroga no se enteró de la rebelión hasta que los diecisiete soldados que había dejado en Tinian fueron muertos y sus barcos quemados. Una fuerza combinada de guerreros chamorros de Tinian y Saipán lanzó un ataque, empujando a la fuerza de Quiroga hacia el fuerte inacabado. Al recuperarse, su contraataque obligó al enemigo a huir. Sin embargo, los rebeldes pronto regresaron, asediando el fuerte durante semanas y realizando tres cargas decididas en un intento de romper las líneas españolas. Quiroga perdió cuatro soldados en los combates, mientras que los chamorros tuvieron "pérdidas considerables". En este punto, la fuerza española contaba con 35 efectivos, de los 75 originales que habían comenzado su campaña. Quiroga finalmente pudo escabullirse hasta la costa y llevar a los sakmans de regreso a Guam en noviembre de 1683. 

El tercer asedio de Hagåtña había durado cuatro meses cuando llegó Quiroga. A finales de julio y agosto se habían producido intensos combates y al menos cinco soldados filipinos que se habían casado con mujeres chamorras habían desertado. El herido gobernador España se había vuelto indeciso, y probablemente fue solo por el apoyo de la milicia pro-española Chamorro que la guarnición había resistido contra la fuerza sitiadora, mucho mayor. Sin embargo, Quiroga tenía una reputación temible y los rebeldes abandonaron el asedio a su llegada. Durante los meses siguientes, Quiroga persiguió a los rebeldes, quemando más aldeas y ejecutando prisioneros, hasta que se estableció una paz agotada. El último espasmo de violencia se saldó con la pérdida de alrededor de un tercio de la guarnición española, entre 45 y 50, y tal vez 30 o 35 pérdidas entre los rebeldes chamorros.

## Última reducción
Esplana se volvió violentamente paranoico después de haber estado a punto de ser asesinado en 1684. Ordenó a los soldados que "dispararan a la vista a cualquier isleño enemigo", lo que provocó la muerte de "dos niños de ocho y nueve años, dos mujeres enfermas y un anciano enfermo". Esplana utilizó su cargo tanto para conseguir niñas para la explotación sexual como para poner las ganancias del comercio de galeones en su propio bolsillo. En 1688, cuando Esplana partió repentinamente hacia Manila, Quiroga se convirtió en gobernador interino y disciplinó a los soldados para obligarlos a abandonar "la vida licenciosa a la que estaban acostumbrados". Los soldados indignados se amotinaron y arrojaron a Quiroga a una celda. Sólo las súplicas del superior de la misión jesuita detuvieron los planes de la guarnición de ejecutar a Quiroga y aseguraron su liberación. Esplana regresó al año siguiente, aunque vivió en gran parte en Umatac mientras trabajaba en sus planes de envío. 
Finalmente, la guarnición cedió a las demandas de los misioneros para terminar la conquista de las islas del norte. A principios de 1691, Esplana, Quiroga y 80 soldados navegaron hasta Rota, donde el gobernador, visiblemente tembloroso, suplicó a la población por la paz antes de ordenar el regreso de la expedición a Guam. Esto convenció a los jesuitas de que Esplana era incapaz de poner al resto de las Marianas bajo el control de la misión. Sin embargo, en 1689 el número de tropas españolas había aumentado a 160, mientras que la misión de las Marianas alcanzó su máximo de veinte jesuitas. Mientras tanto, la población chamorra de Guam seguía siendo asolada por enfermedades introducidas en el extranjero; en 1689, la población anterior a San Vitores, de 35.000 a 50.000 habitantes, había caído a menos de 10.000. 
Esplana murió en agosto de 1694 y Quiroga aprovechó su posición como gobernador interino para completar finalmente la conquista de las Marianas. En septiembre, Quiroga y 50 soldados navegaron hasta Rota, donde persiguieron a los residentes de un pueblo que se resistía hacia las montañas hasta que se dieron por vencidos. Los españoles destruyeron sus armas y trasladaron a 26 sakmans a Guam. En julio de 1696, Quiroga y 80 soldados, entre ellos una unidad de milicias chamorras, zarparon hacia Tinian. Sin embargo, los residentes se refugiaron en la imponente isla montañosa de Aguiguan. Varios soldados españoles fueron asesinados a pedradas y lanzas cuando intentaban acercarse y Quiroga se retiró a Saipán, mientras esperaba a que 20 sakmanes de la milicia chamorra lo alcanzaran. En Saipán, Quiroga sólo encontró una resistencia simbólica, persiguiendo a los guerreros saipineses durante días. Sin embargo, también le dijo a la población que no buscaría venganza mientras permitieran que los misioneros trabajaran en las islas en el futuro. 
Cuando regresó a Tinian con sus aliados chamorros, Quiroga se encontró con que toda la población se había retirado a Aguiguan. Quiroga hizo a la gente de Tinian la misma oferta que había hecho en Saipán, pero no respondieron. Luego quemó las casas de Tinian como advertencia, sin obtener respuesta. Los españoles bloquearon entonces Aguiguán para que los refugiados no pudieran conseguir comida ni agua, antes de asaltar finalmente la isla directamente. Varios defensores murieron y algunos que esperaban ser ejecutados se arrojaron por los acantilados, pero ninguno resistió una vez que la fuerza española llegó a terreno elevado. Varias personas implicadas en el asesinato de un sacerdote fueron ejecutadas. Quiroga declaró que todo el pueblo de Tinian debía trasladarse a Guam. Algunos de los habitantes de Tinian huyeron a las islas del norte para escapar del control español, pero ninguno se atrevió a quedarse en Tinian y la isla pronto fue abandonada. 

Más de 300 de las 2.000 personas que vivían en Gani, las ocho pequeñas islas en la parte superior de la cadena de las Marianas, habían sido reubicadas en Saipán. Cuando el párroco jesuita de Saipán se dio cuenta de que la gente de Gani había comenzado a regresar a escondidas a sus islas de origen, pidió al nuevo gobernador de Guam, José Madrazo, que completara la reducción del norte. En septiembre de 1698, 12 soldados españoles y una flota de 112 chamorros zarparon hacia Gani. Asombrados por el tamaño de la fuerza, la gente de Gani accedió a hacer lo que los españoles desearan. 1.900 residentes de Gani fueron reubicados, algunos temporalmente en Saipán, antes de establecerse definitivamente en el sur de Guam en 1699. La culminación de este proceso fue la fase final de la violencia y el reasentamiento que había comenzado 29 años antes. 

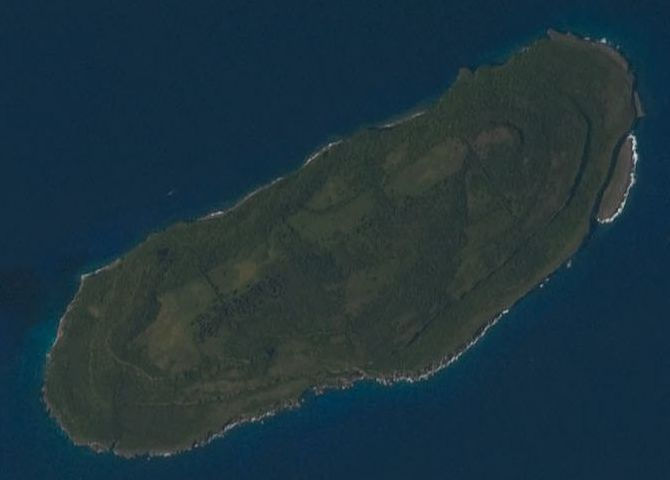
Los escarpados acantilados de Aguiguan fueron un obstáculo para la expedición española de 1694